# Hausse

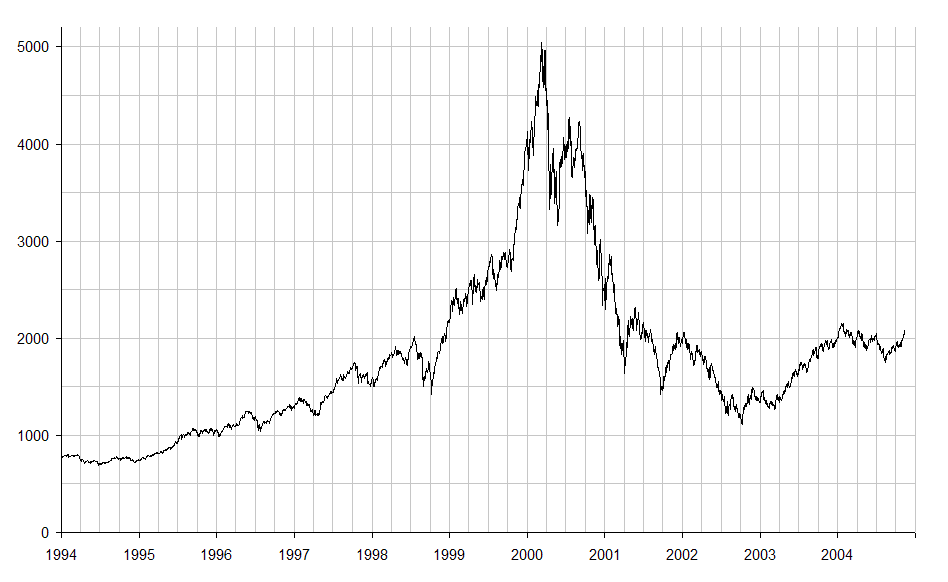
De internetzeepbel was een hausse die in het jaar 2000 haar hoogtepunt bereikte, waarna de bel uiteen spatte.

Een hausse (ook wel stierenmarkt genoemd) is het overspannen hoogtepunt in een conjunctuur. Het tegenovergestelde, dus een conjunctuurdaling, heet een baisse (ook wel berenmarkt genoemd). Beide termen slaan op de vraagzijde en dus op de conjunctuurzijde van de nationale economie.

## Verloop
Een hausse begint meestal met het aanslaan van een bepaald product in de markt wat zich vertaalt in omzet- en prijsstijgingen. Ook de aandelen van bedrijven die bij het product betrokken zijn zullen stijgen. De pioniers in het product weten vaak in de beginfase astronomische klappers te maken.
Het vroege succes overtuigt andere marktdeelnemers ook om ´in te stappen´ waardoor een zelfversterkend effect ontstaat. Beleggers kopen aandelen, banken lenen geld uit, bedrijven investeren sterk in het product en er ontstaat een recruiteringsstrijd om specialisten hierin. Het is mogelijk dat door dit massapsychologisch effect een situatie ontstaat waardoor alle economische realiteit uit het oog wordt verloren, uit hebzucht en angst de boot te missen. Men koopt aandelen omdat iedereen het doet en de bank leent geld uit omdat anders de concurrent het wel doet. Echtparen nemen tijdens een vastgoedbubbel een zwaar verhypothekeerd groot huis omdat alle anderen dat ook doen. Beursemissies vinden gretig aftrek en het is mogelijk dat het product wordt bejubeld als iets wat de economie voorgoed zal veranderen. Bedrijven investeren fortuinen aan reclame en aan personeelskosten zelfs als er nog geen cent winst is gemaakt, om in ieder geval marktaandeel te veroveren en te behouden. Er ontstaat een jubelstemming waarin twijfel wordt weggewuifd: ´de prijzen hebben een permanent hoog plateu bereikt´, ´wij zijn te groot om de falen´, ´dit is het begin van de Nieuwe Economie.´ Een en ander wordt versterkt doordat men zo makkelijk een nieuwe baan kan vinden en men dus niet meer naar de lange termijn kijkt.
Uiteindelijk zal dan toch een moment komen waarop de economische realiteit zich zal doen voelen en de bubbel zal barsten, met grote verliezen, werkloosheid en faillissementen tot gevolg.

## Geschiedenis
Een historisch voorbeeld van een hausse is de windhandel in tulpenbollen in de Gouden Eeuw geweest waarbij de bol van de zwarte tulp miljoenen guldens waard was: de Tulpenmanie.
Een ander, nogal sinister, voorbeeld deed zich voor eind juli, begin augustus 1914 op de beurs van de Duitse hoofdstad Berlijn. Toen Duitsland officieel de oorlog verklaarde aan Servië, Rusland, België en Frankrijk brak er een oorlogseuforie uit.  De koersen van veel aandelen, met name die van de oorlogsindustrie en de toeleveringsbedrijven van strategische goederen, stegen torenhoog als gevolg van deze oorlogsspeculatie.
De in deze tijd bekendste hausse deed zich voor op de beurs, de New York Stock Exchange (NYSE) van Wall Street in New York in de eerste maanden van 1929. Deze hausse gebeurde grotendeels met geleend geld met als onderpand de al ingeboekte speculatiewinst op de aandelenkoersen. De beurs klapte ineen nadat problemen in de landbouw boeren in financiële problemen brachten: zij konden hun pacht niet meer betalen waarna een kettingreactie van niet afgeloste leningen banken deed wankelen en de aandelen van die banken waardeloos werden waardoor mensen hun leningen niet meer af konden lossen enzovoort. Daarop volgde de beurskrach op 24 oktober 1929 die een jarenlange baisse veroorzaakte die pas in 1933 doorbroken werd door de New Deal-politiek van president Franklin Delano Roosevelt.
Een recente hausse deed zich voor in 2000 op onder andere de Nederlandse beurs, het Damrak, tijdens de internetzeepbel. ICT-bedrijven deden het voorkomen alsof internet een nieuwe economie met zich mee zou brengen waarin het niet meer zou gaan om de vergelijking omzet-afzet maar enkel om de 'input' van ideeën. Met behulp van internet zou er een virtuele economie ontstaan: handel via internet, waardoor problemen rond voorraadbeheer en tijdige aflevering (het just-in-timeprincipe) omzeild zouden worden. Een nieuwe internetaansluiting bij een particulier zou 5000 euro waard zijn. Toen echter bij de beursintroductie van World Online bleek dat aan die verwachtingen niet voldaan kon worden en World Online die informatie doelbewust achtergehouden had, begonnen de koersen van de technologiefondsen aan een vrije val. Later werd deze val nog dieper door de financiële schandalen bij WorldCom, Enron, Ahold etc.